# Акуила д'Ароша
А̀куила д'Аро̀ша (на италиански: Aquila d'Arroscia; на лигурски: Aquila, Акуила) е село и община в Северна Италия, провинция Империя, регион Лигурия. Разположено е на 495 m надморска височина. Населението на общината е 174 души (към 2011 г.).